# SpVg Berghofen
Die SpVg Berghofen (offiziell: Spielvereinigung 1912 Dortmund-Berghofen e. V.) ist ein Fußballverein aus dem Dortmunder Stadtteil Berghofen. Die erste Mannschaft der Frauen spielte eine Saison in der 2. Bundesliga und qualifizierte sich zweimal für den DFB-Pokal.

## Geschichte
Im Jahre 1912 gründete sich der Berghofer Fußballclub. Unter dem Gründungsmitgliedern gehörten auch einige Mitglieder des drei Jahre älteren Aplerbecker SC 09. Der Berghofer FC fusionierte dann im Jahr 1923 mit dem Spielverein Berghofen zur heutigen SpVg Berghofen. Heimspielstätte des Vereins ist der Sportplatz an der Berghofer Straße, wo auf Kunstrasen gespielt wird.

### Frauen
Die Frauenmannschaft der Berghofer schafften im Jahre 2008 den Aufstieg in die Landesliga, wo die Berghoferinnen gleich in der Spitzengruppe mitspielten und drei Jahre später den Aufstieg in die viertklassige Westfalenliga schafften. Im Jahre 2015 wurden die Mannschaft Vizemeister der Westfalenliga hinter Arminia Bielefeld. Zwei Jahre später sicherten sich die Berghoferinnen die Meisterschaft und den Aufstieg in die Regionalliga West. Ebenfalls 2017 erreichten die Berghoferinnen das Finale des Westfalenpokals und unterlagen auf eigenem Platz dem Regionalligisten VfL Bochum mit 0:3.
In ihrer ersten Regionalligasaison 2017/18 lag die Mannschaft lange Zeit auf Vizemeisterschaftskurs und so bewarb sich der Verein für die Qualifikationsrunde zur eingleisigen 2. Bundesliga. Am Ende schloss man die Spielzeit als Tabellenvierter ab. 2019 gewannen die Berghoferinnen den Westfalenpokal durch einen 4:0-Finalsieg über die Sportfreunde Siegen. Im DFB-Pokal 2019/20 besiegte die Mannschaft in Runde eins den TuS Schwachhausen auswärts mit 5:1. Vor 2000 Zuschauern unterlagen die Berghoferinnen dann in Runde zwei dem amtierenden Meister und Pokalsieger VfL Wolfsburg mit 0:2. Die Regionalligasaison 2019/20 beendete die SpVg Berghofen als Tabellendritter.
Da aus der Regionalliga Nord keine Mannschaft aufsteigen wollte, durften aus der Regionalliga West zwei Mannschaften aufsteigen. Der Abstieg des 1. FC Köln aus der Bundesliga verhinderte, dass Kölns zweite Mannschaft als Regionalligameister aufsteigen durfte. Somit rückten die Berghoferinnen nach. Die Heimspiele trugen die Berghoferinnen im Aplerbecker Waldstadion aus, da die Sportplätze an der Berghofer Straße mit Kunstrasen ausgestattet sind. Als Tabellenletzter der Saison 2020/21 stiegen die Berghoferinnen direkt wieder ab. Ein Jahr später gewannen die Berghoferinnen den Westfalenpokal durch einen 3:1-Sieg im Elfmeterschießen gegen den VfL Bochum. In der Winterpause der Saison 2022/23 zog der Verein die erste Mannschaft aus der Regionalliga zurück.
Ein Jahr später stieg die Mannschaft aus der Westfalenliga ab und verzichtete auf einen Start in der Landesliga-Saison 2024/25.

### Männer
Die Männermannschaft der SpVg Berghofen erreichte ihren größten Erfolg im Jahre 1956, als die Mannschaft in die Landesliga aufstieg. Es war seinerzeit der zweite Aufstieg in Folge. Teil der erfolgreichen Mannschaft war Aki Schmidt, der nach dem Aufstieg zu Borussia Dortmund wechselte. Die Berghofer hatten allerdings das Pech, dass sie trotz des Aufstiegs durch die Einführung der Verbandsliga Westfalen viertklassig blieben. Nach drei Jahren in der Landesliga stiegen die Berghofer wieder ab 1997 wurde die Mannschaft bei der Dortmunder Hallenstadtmeisterschaft Zweiter hinter den Amateuren von Borussia Dortmund. Die Borussen setzten sich mit 10:9 im Achtmeterschießen durch. Die Ruhr Nachrichten bezeichneten das Endspiel als das dramatischste Finale der Turniergeschichte. Auf dem Feld pendelte die Spielvereinigung zwischen Bezirksliga und Kreisliga A und stieg 2018 in die Kreisliga B ab.

## Persönlichkeiten
- Carolin Dej
- Sebastian Middeke
- Aki Schmidt
- Hélène Sertznig